# Scherma ai Giochi della XXVI Olimpiade - Spada individuale femminile
Il torneo di spada individuale femminile dei giochi olimpici di Atlanta 1996 si è svolto il 21 luglio 1996 presso il Georgia World Congress Center.

## Programma
| Date                     | Time        | Round                                                              |
| ------------------------ | ----------- | ------------------------------------------------------------------ |
| Domenica, 21 luglio 1996 | 09:30 17:30 | Trentaduesimi Sedicesimi Ottavi Quarti di finale Semifinali Finali |

## Risultati

### Finali
|  | Semifinali                   | Semifinali                   | Semifinali            |                       |                              | Finale                       | Finale                 | Finale             |  |
|  |                              |                              |                       |                       |                              |                              |                        |                    |  |
|  | Valérie Barlois-Mevel-Leroux | Valérie Barlois-Mevel-Leroux | 15                    |                       |                              |                              |                        |                    |  |
|  | Valérie Barlois-Mevel-Leroux | Valérie Barlois-Mevel-Leroux | 15                    |                       |                              |                              |                        |                    |  |
|  | Margherita Zalaffi           | Margherita Zalaffi           | 6                     |                       |                              |                              |                        |                    |  |
|  | Margherita Zalaffi           | Margherita Zalaffi           | 6                     |                       | Valérie Barlois-Mevel-Leroux | Valérie Barlois-Mevel-Leroux | 12                     |                    |  |
|  |                              |                              |                       |                       | Valérie Barlois-Mevel-Leroux | Valérie Barlois-Mevel-Leroux | 12                     |                    |  |
|  |                              |                              | Laura Flessel-Colovic | Laura Flessel-Colovic | 15                           |                              |                        |                    |  |
|  | Laura Flessel-Colovic        | Laura Flessel-Colovic        | Laura Flessel-Colovic | Laura Flessel-Colovic | 15                           | 15                           |                        |                    |  |
|  | Laura Flessel-Colovic        | Laura Flessel-Colovic        |                       |                       |                              | 15                           |                        |                    |  |
|  | Gyöngyi Szalay-Horváth       | Gyöngyi Szalay-Horváth       | 10                    |                       |                              | Finale terzo posto           | Finale terzo posto     | Finale terzo posto |  |
|  | Gyöngyi Szalay-Horváth       | Gyöngyi Szalay-Horváth       | 10                    |                       |                              |                              |                        |                    |  |
|  |                              |                              |                       |                       |                              |                              |                        |                    |  |
|  |                              |                              |                       |                       |                              | Margherita Zalaffi           | Margherita Zalaffi     | 13                 |  |
|  |                              |                              |                       |                       |                              | Margherita Zalaffi           | Margherita Zalaffi     | 13                 |  |
|  |                              |                              |                       |                       |                              | Gyöngyi Szalay-Horváth       | Gyöngyi Szalay-Horváth | 15                 |  |